# Kalle Anka och bisvärmen
Kalle Anka och bisvärmen (engelska: Bee on Guard) är en amerikansk animerad kortfilm med Kalle Anka från 1951.

## Handling
I sin trädgård upptäcker Kalle Anka att det finns bin och en bikupa full med honung. Han vill gärna ha lite, men biet som vaktar vill inte dela med sig till Kalle, som senare klär ut sig till ett bi i tron om att få honung.

## Om filmen
Filmen hade svensk premiär den 27 december 1953 och visades på biografen Spegeln i Stockholm.
Filmen har haft flera svenska titlar genom åren. Vid biopremiären 1953 gick den under titeln Kalle Anka och bisvärmen. Alternativa titlar till filmen är Kalle Anka och bina och Kalle Anka som honungstjuv.
Filmen har givits ut på DVD och finns dubbad till svenska.

## Rollista
- Clarence Nash – Kalle Anka[7]